# 황금어장 라디오스타
《황금어장 라디오스타》는 MBC TV에서 매주 수요일 밤 10시 30분에 방송되는 예능 프로그램이다.

## 특징
- 라디오 프로그램에서 이용되는 '보이는 라디오' 형식을 써서 들리는 TV로 콘셉트를 잡아 현재까지 방송되고 있다.
- 진행자들은 각각 DJ로 불리며, 매 회 연예인을 초대하여 코너를 진행한다.
- 개인별 초대손님의 경우 한 번에 최대 4명과 그룹의 경우 최대 5명의 초대손님으로 최대 3회까지 녹화한다.
- 줄임말로는 라스라고 표현된다.

## 제작진[1]
- 기획 : 강영선
- 연출 : 김명엽 황윤상
- 조연출 : 윤동욱, 강연주, 김미형, 이예지, 김예서
- 외부 조연출 : 김지수 김연수 최연우 김인선 형소라 이효정 원형경
- 작가 : 박현정, 김현진, 김세희, 엄도경, 구지영, 채보연, 유주리, 정혜진

## 진행자
현재
- 김국진 : 2007년 9월 5일 ~ 현재
- 유세윤 : 2011년 12월 7일 ~ 2013년 6월 5일,[2] 2021년 3월 31일 ~ 현재
- 김구라 : 2007년 5월 30일 ~ 2012년 5월 9일,[3] 2013년 6월 12일 ~ 현재
- 장도연 : 2023년 9월 20일 ~ 현재

과거
- 신정환 : 2007년 5월 30일 ~ 2010년 9월 15일
- 윤종신 : 2007년 5월 30일 ~ 2019년 9월 11일[4]
- 신동 : 2007년 6월 6일 ~ 2007년 8월 29일
- 탁재훈 : 2009년 11월 18일 ~ 2009년 11월 25일
- 김태원: 2010년 9월 29일 ~ 2010년 10월 13일
- 토니 안 : 2010년 10월 20일 ~ 2010년 10월 27일
- 김희철 : 2010년 11월 3일 ~ 2010년 11월 17일 / 2010년 12월 8일 ~ 2011년 10월 5일
- 문희준 : 2010년 11월 24일 ~ 2010년 12월 1일
- 규현 : 2011년 10월 19일 ~ 2017년 5월 31일
- 차태현 : 2018년 1월 3일 ~ 2019년 3월 20일[5]
- 안영미 : 2019년 6월 26일 ~ 2023년 5월 10일[6]

## 편성 변경 및 결방 사유
2007년
- 7월 25일 : 아프가니스탄과 대한민국인 납치 관련 MBC 뉴스특보 편성으로 인한 결방.
- 12월 19일 : 《대한민국 제17대 대통령 선거》 개표방송으로 인한 결방.

2008년
- 4월 9일 : 《대한민국 제18대 국회의원 선거》 개표방송으로 인한 결방.
- 8월 6일 : 2008 《서태지》 컴백 스페셜 편성으로 인한 결방.
- 8월 20일 : 《2008 베이징 하계 올림픽》 중계방송으로 인한 결방.
- 9월 10일 : 2010 남아공 FIFA 월드컵 아시아 지역 최종 예선 《대한민국 VS 북한》 축구 중계방송으로 인한 결방.
- 12월 31일 : 《2008 MBC 가요대제전》 편성으로 인한 결방.

2009년
- 1월 7일 : 언론노조 총 파업에 황금어장 PD가 참여해 기존 방송 편집본으로 대체.
- 2월 11일 : 2010 남아공 FIFA 월드컵 아시아 최종 예선 《대한민국 VS 이란》 축구 중계방송으로 인한 결방.
- 5월 27일 : 노무현 前 대통령 서거로 인한 결방에 따라 다큐멘터리로 대체.
- 6월 17일 : 무릎팍 도사 안철수편 편성으로 인한 결방에 따라 룰라 편의 예고편으로 대체.
- 12월 30일 : 《2009 MBC 연기대상》 시상식 편성으로 인한 결방.

2010년
- 3월 31일 : 《천안함 침몰 사건》 여파로 인한 결방.
- 4월 14일 ~ 5월 12일 : MBC 파업으로 인한 결방.
- 6월 2일 : 《제5회 전국동시지방선거》 개표방송으로 인한 결방.
- 12월 29일 : 《2010 MBC 방송연예대상》 시상식 편성으로 인한 결방.

2011년
- 7월 6일 : 《2018 평창 동계 올림픽》 개최지 선정 편성으로 인한 결방에 따라 무릎팍 도사로 대체.
- 9월 21일 : 2011 올림픽 축구 최종예선 중계방송으로 인한 결방.
- 10월 12일 : 특집 무릎팍 도사 편성으로 인한 결방.
- 12월 28일 : 창사 50주년 특별기획 세시봉 친구들 2부 편성으로 인한 결방.

2012년
- 4월 4일 : MBC 파업으로 인한 결방에 따라 재방송으로 대체.
- 4월 11일 : 《대한민국 제19대 국회의원 선거》 개표방송으로 인한 결방.
- 8월 8일 : 《2012 런던 하계 올림픽》 중계방송으로 인한 결방.
- 11월 21일 ~ 12월 5일 : 《대한민국 제18대 대통령 선거》 TV 토론회 편성으로 인한 결방.
- 12월 19일 : 《대한민국 제18대 대통령 선거》 개표방송으로 인한 결방.

2013년
- 8월 14일 : 국가대표 축구 평가전 《대한민국 VS 페루》 중계방송으로 인한 결방.

2014년
- 2월 12일 ~ 2월 19일 : 《2014 소치 동계 올림픽》 중계방송으로 인한 결방.
- 4월 16일 : 《세월호 여객선 침몰 사고》 관련 MBC 뉴스특보 편성으로 인한 결방.
- 4월 23일 : MBC 특별대담 '원칙이 바로 서는 사회, 어떻게 만들 것인가?' 편성으로 인한 결방.
- 6월 4일 : 《제6회 전국동시지방선거》 개표방송으로 인한 결방.
- 12월 31일 : 《2014 MBC 가요대제전》 편성으로 인한 결방.

2015년
- 12월 30일 : 《2015 MBC 연기대상》 시상식 편성으로 인한 결방.

2016년
- 4월 13일 : 《대한민국 제20대 국회의원 선거》 개표방송으로 인한 결방.
- 8월 10일 ~ 8월 17일 : 《2016 리우데자네이루 하계 올림픽》 중계방송으로 인한 결방.
- 10월 12일 : 2016 DMC 페스티벌 특집 편성으로 인한 결방.

2017년
- 9월 6일 ~ 11월 8일 : MBC 파업으로 인한 결방에 따라 스페셜 방송분으로 대체.

2018년
- 2월 14일 : 《2018 평창 동계 올림픽》 중계방송으로 인한 결방.
- 4월 25일 : 2018 남북평화협력기원 평양공연 우리는 하나 편성으로 인한 결방.
- 6월 13일 : 《제7회 전국동시지방선거》 개표방송으로 인한 결방.
- 6월 27일 : 《2018 러시아 FIFA 월드컵》 조별리그 3차전 《대한민국 VS 독일》 중계방송으로 인한 결방.
- 9월 26일 : 추석특집 2018 라디오 스타 베스트로 방송.

2020년
- 4월 15일 : 대한민국 제21대 국회의원 선거 개표방송으로 인한 결방.
- 11월 18일 : MBC 스포츠 2020년 한국시리즈 2차전 《두산 베어스 VS NC 다이노스》 중계방송으로 인한 결방에 따라 밤 11시에 방송.
- 12월 30일 : 《2020 MBC 연기대상》 시상식 편성으로 인한 결방에 따라 밤 11시 15분에 방송.

2021년
- 8월 4일 : 미치지 않고서야 스페셜 몰아보지 않고서야 편성으로 인한 결방.
- 12월 29일 : 《2021 MBC 방송연예대상》 시상식 편성으로 인한 결방.

2022년
- 2월 9일 ~ 2월 16일 : 《2022 베이징 동계 올림픽》 중계방송으로 인한 결방.
- 3월 9일 : 《대한민국 제20대 대통령 선거》 개표방송으로 인한 결방.
- 6월 1일 : 《제8회 전국동시지방선거》 개표방송으로 인한 결방.
- 11월 2일 : 이태원 압사 사고 여파로 인한 결방에 따라 스페셜 뮤직멘터리 마더로 대체.
- 11월 23일 ~ 11월 30일 : 《2022 카타르 FIFA 월드컵》 중계방송으로 인한 결방.

2023년
- 10월 4일 : 《2022 항저우 아시안 게임》 중계방송으로 인한 결방.
- 10월 11일 : 수요드라마 《오늘도 사랑스럽게》 연속 편성으로 인한 결방.
- 10월 25일 : MBC 스포츠 2023년 KBO 리그 준플레오프 3차전 《SSG 랜더스 VS NC 다이노스》 중계방송으로 인한 결방에 따라 밤 11시 10분에 방송.
- 11월 15일 : 수목드라마 《오늘도 사랑스럽게》 5, 6회 연속 편성으로 인한 결방에 따라 밤 11시 10분에 방송.

2024년
- 4월 10일 : 《대한민국 제22대 국회의원 선거》 개표방송으로 인한 결방.
- 7월 31일 ~ 8월 7일 : 2024 파리 하계 올림픽 중계방송으로 인한 결방.
- 12월 4일 : 2024년 대한민국 비상계엄 관련 MBC 뉴스특보 편성으로 인한 결방.

2025년
- 1월 1일 : 신년특선영화 싱글 인 서울 편성으로 인한 결방.

## 수상
2014년 MBC 방송연예대상
- 뮤직·토크쇼 부문 최우수상 : 김국진, 윤종신
- 뮤직·토크쇼 부문 우수상 : 규현
- 뮤직·토크쇼 부문 특별상 : 김구라
- 작가부문 특별상 : 김태희

2015년 MBC 방송연예대상
- 대상 : 김구라
- PD상 : 김구라, 윤종신, 김국진, 규현

2016년 MBC 방송연예대상
- PD상 : 김구라
- 특별상 : 윤종신

2017년 MBC 방송연예대상
- 공로상 : 김국진, 김구라, 윤종신, 규현
- 쇼·시트콤 부문 최우수상 : 김국진

2018년 MBC 방송연예대상
- 올해의 예능인상 : 김구라
- 쇼·뮤직 부문 남자 우수상 : 차태현
- 쇼·뮤직 부문 남자 최우수상 : 윤종신

2019년 MBC 방송연예대상
- 쇼·뮤직 여자 우수상 : 안영미

2020년 MBC 방송연예대상
- 인기상 : 안영미
- 올해의 예능인상 : 김구라
- 공로상 : 김국진

2021년 MBC 방송연예대상
- 올해의 예능인상 : 김구라
- 올해의 작가상 : 박현정
- 토크·뮤직 남자 우수상 : 유세윤

2022년 MBC 방송연예대상
- 올해의 예능인상 : 김구라
- 여자 최우수상 : 안영미

2023년 MBC 방송연예대상
- 프로듀서 특별상 : 김구라
- 여자 우수상 : 장도연

2024년 MBC 방송연예대상
- 쇼·버라이어티 부문 인기상 인기상 : 임우일
- 최우수상: 장도연

## 사건 및 사고
- 많은 반말, 비속어 등을 사용해 2008년 말 방송통신심의위원회로부터 '주의'[7]조치를 받았다.
- 2010년 8월 25일 방영분에서는 게스트로 나온 가수 조영남이 DJ DOC의 학력을 비하하는 듯한 발언을 해 논란을 일으켰고 이 과정에서 방송통신심의위원회로부터 '경고'[8]조치를 받았다.
- 2016년 6월 1일 방영분에서는 올바르지 않은 언어로 비난을 샀고 이 과정에서 방송통신심의위원회로부터 '주의'[9]조치를 받았다.
- 2018년 3월 28일 방영분에서는 출연자들이 간접광고 상품인 휴대전화의 기능을 시현하는 모습을 구체적이고 반복적으로 보여줘 방송통신심의위원회로부터 '주의'[10]조치를 받았다.
- 2019년 2월 20일 방영분에서 강민경(다비치)이 직접 만든 폭탄주를 MC와 다른 출연자들과 마셔보고 맛에 대해 표현하는 장면을 내보내[11] 5월 27일 방송통신심의위원회 전체회의에서 '주의' 조치를 받았다.[12]